# Vievy-le-Rayé
Vievy-le-Rayé is een gemeente in het Franse departement Loir-et-Cher (regio Centre-Val de Loire) en telt 461 inwoners (1999). De plaats maakt deel uit van het arrondissement Blois.

## Geografie
De oppervlakte van Vievy-le-Rayé bedraagt 46,9 km², de bevolkingsdichtheid is 9,8 inwoners per km².
De onderstaande kaart toont de ligging van Vievy-le-Rayé met de belangrijkste infrastructuur en aangrenzende gemeenten.

## Demografie
Onderstaande figuur toont het verloop van het inwonertal (bron: INSEE-tellingen).